# Umlaut
O Umlaut é o termo alemão para metafonia. O nome do diacrítico em si é trema, tanto em português quanto em alemão.
Os alemães, contudo, não costumam usar a palavra Umlaut quando vão soletrar uma palavra em alemão, mas sim, fazem o seu som correspondente. Exemplo: Kannst du bitte das Wort "Männer" buchstabieren?" "Ja, klar. /ém/ - æ /é/ - doppel /én/ - /ê/ - /érr/. Em momento algum se diz "A-UMLAUT", como dizem muitos alunos brasileiros de alemão, por influência do português. [carece de fontes?]
Usado em alemão e em outras línguas europeias, o Umlaut origina-se na metafonia das vogais a, o e u. De fato, a palavra Umlaut é a justaposição de um (mudança) e laut (som) e foi cunhada originalmente para designar o processo metafônico. Em português, há metafonia em casos como: avô - avós, ovo - ovos, povo - povos etc.

## Exemplos
No alemão, a metafonia tem função gramatical, como marcar o plural ou até marcar irregularidades na conjugação dos verbos:
- Apfel - Äpfel (maçã - maçãs)
- Mutter - Mütter (mãe - mães)
- Ich fahre - Er fährt (Eu vou/dirijo - Ele vai/dirige)
- Ich stoße - Er stößt (Eu empurro - Ele empurra)

Na língua alemã o umlaut é usado em nomes como Abächerli, Schröder e Kürten. Por convenção, quando não é possível usar este sinal, acrescenta-se a letra e após a vogal metafônica: Abaecherli, Schroeder e Kuerten.